# اکسی‌مورفون
اکسی‌مورفون (انگلیسی: Oxymorphone) یک داروی ضددرد اپیوئیدی بسیار قوی است که برای درمان درد شدید کاربرد دارد. تسکین درد پس از تزریق پس از حدود ۵ تا ۱۰ دقیقه آغاز می‌شود، پس از مصرف خوراکی پس از نزدیک به ۳۰ دقیقه آغاز می‌شود و حدود ۳ تا ۴ ساعت برای قرص‌های رهش فوری و ۱۲ ساعت برای قرص‌های طولانی اثر طول می کشد. نیمه عمر حذف اکسی‌مورفون به صورت درون وریدی بسیار سریع‌تر است و به همین دلیل، این دارو بیشتر به صورت خوراکی استفاده می‌شود. مانند اکسی کدون که به اکسی‌مورفون متابولیزه می‌شود، اکسی‌مورفون نیز پتانسیل بالایی برای سوء استفاده دارد.

## کاربرد
انتشار فوری اکسی مورفون برای تسکین دردهای متوسط تا شدید، مانند درمان درد حاد پس از جراحی، کاربرد دارد. برای هر گونه درمان مزمن درد، پزشکان تنها در صورتی باید استفاده طولانی مدت را در نظر بگیرند که مزایای بالینی قابل توجهی برای درمان بیمار وجود داشته باشد که بر خطر بالقوه آن بیشتر باشد. خط اول درمان درد مزمن، عوامل غیردارویی و غیرافیونی هستند.
قرص‌های اکسی‌مورفون با رهش طولانی‌مدت برای مدیریت درد مزمن و تنها برای افرادی که قبلاً برنامه منظمی از مواد افیونی قوی برای مدت طولانی مصرف می‌کنند، نشان داده می‌شوند. قرص‌های اکسی‌مورفون با رهش فوری برای دردهای ناگهانی برای افرادی که نسخه طولانی‌مدت رهش دارند، توصیه می‌شود. در مقایسه با سایر اپیوئیدها، اکسی مورفون اثر تسکین درد مشابهی دارد.

## عوارض جانبی
عوارض جانبی اصلی اکسی‌مورفون مشابه سایر مواد افیونی است که یبوست، تهوع، استفراغ، سرگیجه، خشکی دهان و خواب‌آلودگی شایع‌ترین عوارض جانبی آن است. این دارو مانند سایر مواد افیونی بسیار اعتیادآور است و می‌تواند منجر به وابستگی شیمیایی و ترک شود.

## مصرف بیش از حد
مشابه با سایر مواد افیونی، مصرف بیش از حد اکسی مورفون با افسردگی تنفسی، خواب‌آلودگی که به حالت بی‌حالی یا کما پیش می‌رود، ضعف عضلات اسکلتی، پوست سرد و لطیف، و گاهی ضربان قلب آهسته و فشار خون پایین مشخص می‌شود. در موارد شدید مصرف بیش از حد، آپنه، فروپاشی گردش خون، ایست قلبی و مرگ ممکن است رخ دهد.